# لا فیوئنسانتا
لا فیوئنسانتا (به اسپانیایی: La Fuensanta)، یک نقاشی پرتره از هنرمند اسپانیایی خولیو رومرو دِ تورس است. این اثر در پاییز سال ۱۹۲۹ میلادی کشیده شد. مُدل این نقاشی ماریا ترزا لوپز گونزالس بود که در این اثر دست‌هایش را بر روی یک دیگ مسی قرار داده‌است.
این پرتره به‌مدت ۲۵ سال بر پشت اسکناس ۱۰۰ پزوتا اسپانیا جای داشت. این تابلو اکنون در مالکیت مجموعه خصوصی قرار دارد.

## نگارخانه

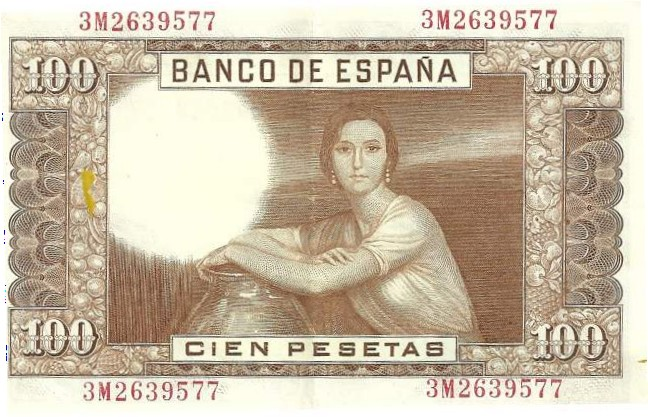
لا فیوئنسانتا بر پشت اسکناس ۱۰۰ پزوتایی اسپانیا